# Mesembriomys gouldii
Mesembriomys gouldii е вид бозайник от семейство Мишкови (Muridae). Видът е почти застрашен от изчезване.

## Разпространение
Разпространен е в Австралия.